# 鸡西西站
鸡西西站位于中国黑龙江省鸡西市恒山区柳毛乡莲花村，为哈尔滨铁路局管辖的一等站，车站设2台5线。2021年12月6日随牡佳客运专线开通并投入使用。